# Braives
Braives es una comuna de la región de Valonia, en la provincia de Lieja, Bélgica. A 1 de enero de 2019 tenía una población estimada de 6375 habitantes.

## Geografía
Se encuentra ubicada al sureste del país en la région natural de Hesbaye, y esta bañada por el río Mehaigne

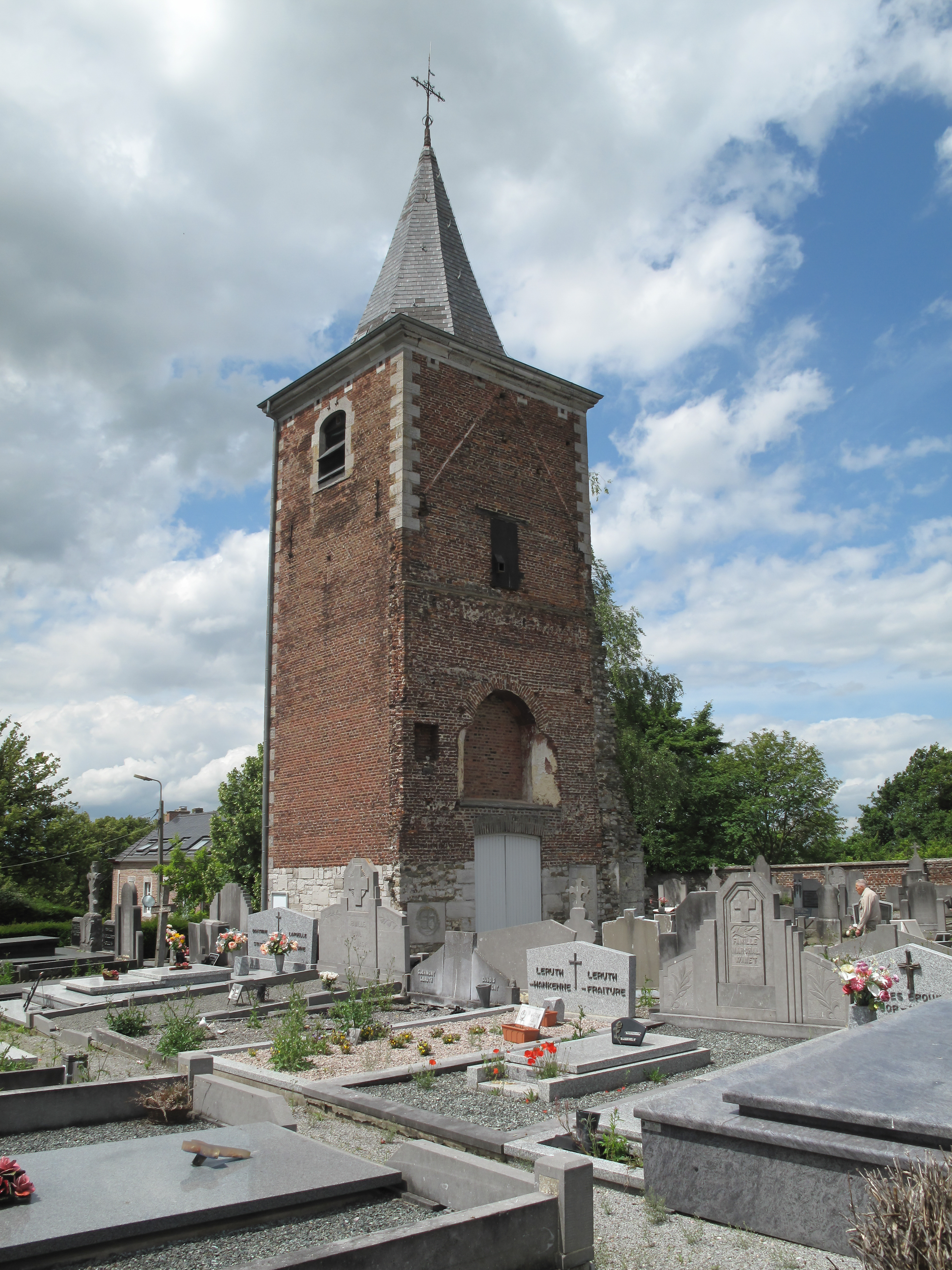
Campanario de la iglesia (l'église Notre Dame)

### Secciones del municipio
El municipio comprende los antiguos municipios, que se fusionaron en 1977:
| - Braives - Avennes - Ciplet - Fallais - Fumal - Ville-en-Hesbaye - Hosdent-sur-Mehaigne - Latinne - Tourinne |

## Demografía

### Evolución
Todos los datos históricos relativos al actual municipio, el siguiente gráfico refleja su evolución demográfica, incluyendo municipios después de efectuada la fusión el 1 de enero de 1977.
| Gráfica de evolución demográfica de Braives entre 1846 y 2019 |
|                                                               |